# Notalpheus
Notalpheus is een geslacht van kreeftachtigen uit de klasse van de Malacostraca (hogere kreeftachtigen).

## Soort
- Notalpheus imarpe Méndez G. & Wicksten, 1982